# 8149 Ruff
A 8149 Ruff (ideiglenes jelöléssel 1985 JN1) a Naprendszer kisbolygóövében található aszteroida. Carolyn Shoemaker és Eugene Merle Shoemaker fedezte fel 1985. május 11-én.